# Selma (film)
Selma – amerykańsko-brytyjski dramat historyczny z 2014 roku w reżyserii Avy DuVernay.
Film przedstawia kulisy i przebieg trzech marszy aktywistów na rzecz wprowadzenia faktycznego równouprawnienia Afroamerykanów, zorganizowanych z Selmy do Montgomery w stanie Alabama w 1965 roku. Aktywnymi działaczami afroamerykańskimi byli wówczas James Bevel, Hosea Williams, Martin Luther King i John Lewis, bohaterowie filmu.
Światowa premiera filmu miała miejsce 11 listopada 2014 roku, w ramach Festiwalu Amerykańskiego Instytutu Filmowego.

## Obsada
| - David Oyelowo jako Martin Luther King - Tom Wilkinson jako Lyndon B. Johnson - Tim Roth jako George Wallace - Common jako James Bevel - Ruben Santiago-Hudson jako Bayard Rustin - Carmen Ejogo jako Coretta Scott King - Lorraine Toussaint jako Amelia Boynton Robinson - Oprah Winfrey jako Annie Lee Cooper - Cuba Gooding Jr. jako Fred Gray - Niecy Nash jako Richie Jean Jackson - Colman Domingo jako Ralph Abernathy - Giovanni Ribisi as Lee C. White - Alessandro Nivola jako John Doar - Keith Stanfield jako Jimmie Lee Jackson - André Holland jako Andrew Young - Tessa Thompson jako Diane Nash - Wendell Pierce jako Hosea Williams | - Omar Dorsey jako James Orange - Ledisi Young jako Mahalia Jackson - Trai Byers jako James Forman - Stephan James jako John Lewis - Kent Faulcon jako Sullivan Jackson - John Lavelle jako Roy Reed - Henry G. Sanders jako Cager Lee - Jeremy Strong jako James Reeb - Dylan Baker jako J. Edgar Hoover - Nigel Thatch jako Malcolm X - Charity Jordan jako Viola Lee Jackson - Haviland Stillwell jako sekretarka Johnsona - Tara Ochs jako Viola Liuzzo - Martin Sheen jako Frank Minis Johnson - Michael Shikany jako Arcybiskup Iakovos - Michael Papajohn jako prezydent John Cloud |

## Nagrody i nominacje
87. ceremonia wręczenia Oscarów
- nagroda: najlepsza piosenka – Glory – Common i John Legend
- nominacja: najlepszy film roku – Christian Colson, Oprah Winfrey, Dede Gardner i Jeremy Kleiner

72. ceremonia wręczenia Złotych Globów
- nagroda: najlepsza piosenka – Glory – Common i John Legend
- nominacja: najlepszy film dramatyczny
- nominacja: najlepsza reżyseria – Ava DuVernay
- nominacja: najlepszy aktor w filmie dramatycznym – David Oyelowo

30. ceremonia wręczenia Independent Spirit Awards
- nominacja: najlepszy film niezależny – Christian Colson, Dede Gardner, Jeremy Kleiner i Oprah Winfrey
- nominacja: najlepszy reżyser – Ava DuVernay
- nominacja: najlepsza główna rola męska – David Oyelowo
- nominacja: najlepsza drugoplanowa rola żeńska – Carmen Ejogo
- nominacja: najlepsze zdjęcia – Bradford Young

19. ceremonia wręczenia Satelitów
- nominacja: najlepszy film roku
- nominacja: najlepszy aktor filmowy – David Oyelowo
- nominacja: najlepsza reżyseria – Ava DuVernay
- nominacja: najlepszy scenariusz oryginalny – Paul Webb